# Swine
"Swine" (estilizado com todas as letras maiúsculas) é uma canção da cantora e compositora americana Demi Lovato. Foi lançada como um single de caridade pela Island Records em 22 de junho de 2023. A música foi escrita por Lovato junto com Laura Veltz, Upsahl e seus produtores Warren "Oak" Felder, Alex Niceforo e Keith "Ten4" Sorrells. Um videoclipe dirigido por Meriel O'Connell foi lançado junto com ele.

## Antecedentes e composição
Ao lançar a música surpresa em 22 de junho de 2023, Lovato explicou sua origem nas redes sociais: "Faz um ano desde a decisão da Suprema Corte de desmantelar o direito constitucional ao aborto seguro e, embora o caminho a seguir seja desafiador, nós devem continuar unidos em nossa luta pela justiça reprodutiva".
A canção foi lançada como uma canção de protesto dois dias antes do aniversário de um ano da decisão da Suprema Corte de derrubar o caso Roe v. Wade. Durante um período de um ano, os lucros líquidos de Lovato com "Swine" serão doados ao Reproductive Justice Fund da Demi Lovato Foundation, que irá para três organizações sem fins lucrativos: NARAL Pro-Choice America, Plan C e National Network of Abortion Funds.
"Swine" foi descrita como uma canção pop-punk e um "hino do rock e do nu metal." A Billboard descreveu a canção como "Lovato em seu estado mais furioso" e "alimentada por justa indignação".

## Vídeo musical
O videoclipe foi dirigido por Meriel O'Connell e produzido por Jagger Corcione e Becca Standt.

## Desempenho nas tabelas musicais
| Tabela musical (2023)                         | Melhor posição |
| --------------------------------------------- | -------------- |
| US Alternative Digital Song Sales (Billboard) | 12             |

## Histórico de lançamento
| Região | Data                | Formato(s)                 | Gravadora | Ref.  |
| ------ | ------------------- | -------------------------- | --------- | ----- |
| Várias | 22 de junho de 2023 | Donwload digital streaming | Island    | [ 9 ] |